# NGC 3669
NGC 3669 é uma galáxia espiral barrada (SBcd) localizada na direcção da constelação de Ursa Major. Possui uma declinação de +57° 43' 17" e uma ascensão recta de 11 horas, 25 minutos e 26,5 segundos.
A galáxia NGC 3669 foi descoberta em 18 de Março de 1790 por William Herschel.